# Bartın
Bartın est une ville de Turquie, préfecture de la province du même nom, située au bord de la mer Noire. Sa population s'élevait à 155 016 habitants en 2018.